# Czynnik bioleczniczy
Czynnik bioleczniczy – drobnoustroje, które przyspieszają wyleczenie lub zapobiegają powikłaniom wskazanej choroby u człowieka. Skuteczność czynników bioleczniczych została dowiedziona naukowo, z udziałem dużych grup pacjentów, randomizowanych badań, testów z użyciem placebo oraz podwójnej ślepej próby. Inaczej wygląda to w przypadku probiotyków, których skuteczność leczenia chorób nie została potwierdzona naukowo (lub została potwierdzona jedynie in vitro), częściowo z powodu niewykonania jeszcze odpowiedniej ilości testów u człowieka. Probiotyki mogą, ale nie muszą, być także czynnikami bioleczniczymi, jednak ich użycie bez badań klinicznych jest dyskusyjne. Spożywanie probiotyków wpływa jednak korzystne – między innymi z powodu immunomodulacji – na stan zdrowia organizmu, ale nie powoduje wyleczenia z żadnej choroby.